# Robby Sohansingh
Somradj Robby Sohansingh (4 juni 1945 - Paramaribo, 8 december 1982) was een Surinaams ondernemer. Hij was een van de slachtoffers van de Decembermoorden in 1982.

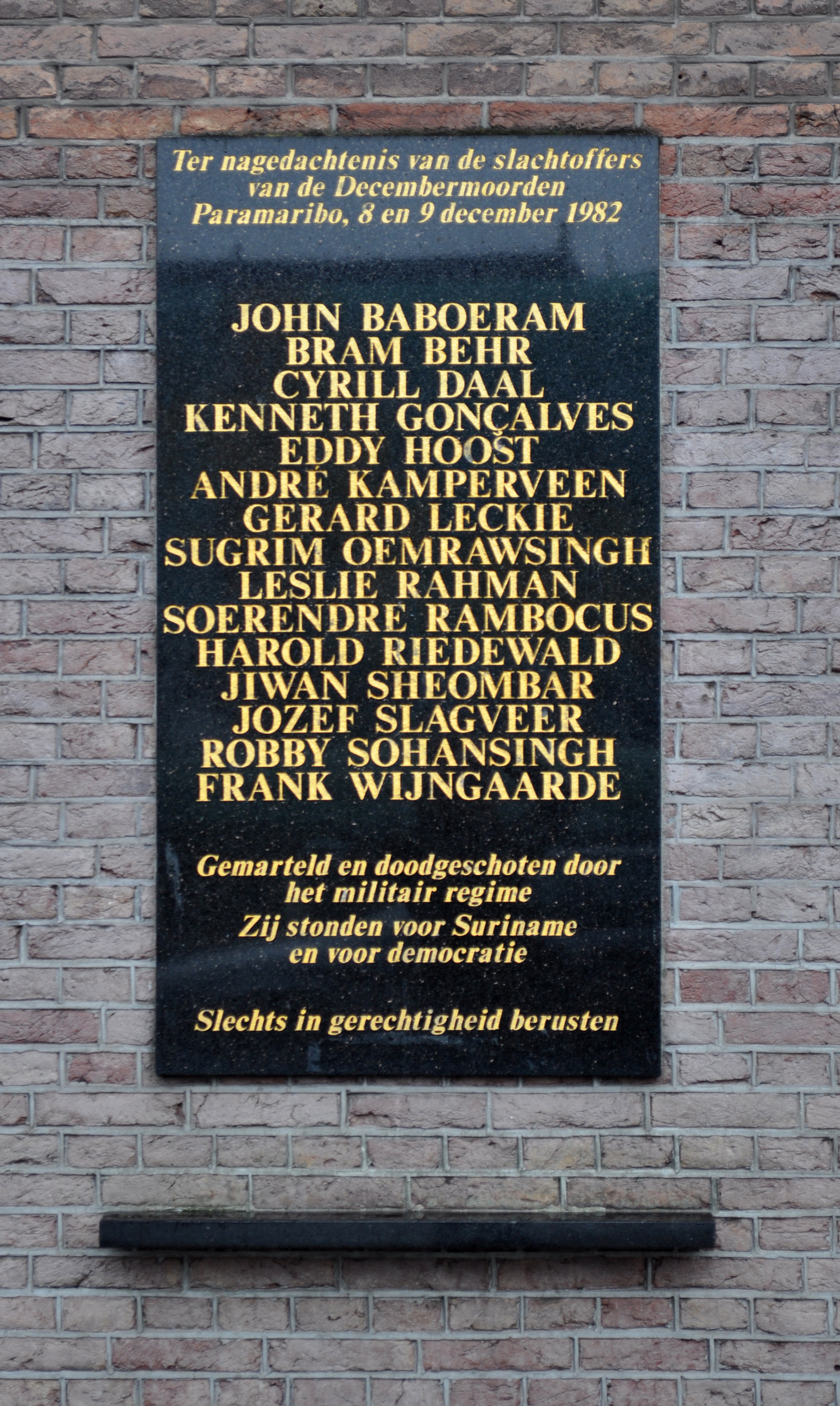
Herdenkingsplaquette in Amsterdam met de namen van de slachtoffers van de Decembermoorden

Sohansingh, die bedrijfskunde had gestudeerd, had als zakenman een positie in het familiebedrijf. Na de Sergeantencoup onder leiding van Desi Bouterse in 1980, stond Sohansingh zeer kritisch tegenover het militaire bewind. Hij werd beschuldigd van betrokkenheid bij de Rambocuscoup onder leiding van Soerinder Rambocus op 11 maart 1982: hij zou deze coup mede gefinancierd hebben. 
Sohansingh bracht zeven maanden in de gevangenis door, waar hij mishandeld zou zijn. In afwachting van zijn proces werd hij vrijgelaten, maar op 8 december 1982 werd hij door de militairen van Bouterse opnieuw gearresteerd en overgebracht naar Fort Zeelandia. Hier zou hij samen met veertien anderen zijn gemarteld en daarna zijn geëxecuteerd.
Ooggetuigen verklaarden later dat zijn lichaam sporen van ernstige mishandeling vertoonde en schotwonden aan de voorzijde van het lichaam.
Sohansing werd op 13 december 1982 begraven op de begraafplaats Sarwa Oedai te Paramaribo.